# Sonchus
Genre
Classification phylogénétique
Sonchus (les laiterons) est un genre de plantes à fleurs de la famille des Asteraceae qui poussent souvent dans les zones humides. 

## Phytonymie
Leur nom botanique Sonchus les désignait chez les Romains (également sonchos) et Grecs (sogchos ou sogkos). Le nom vernaculaire de laiteron, comme celui de laitue, fait référence au latex, lait poisseux lorsqu’on casse les tiges de la plante.

## Description
Ce sont des plantes herbacées ou des arbustes d'une hauteur variant de 20 cm à 4 mètres. Ils ont une tige creuse. Les feuilles les plus basses sont vert clair et disposées en rosette. Les suivantes, en forme de lance, sont rigides. Leurs inflorescences sont des capitules jaunes.
Ils produisent une quantité importante de graines (jusqu’à 100 000 par plante) qui sont transportées par l’eau (hydrochorie) et le vent (anémochorie).

## Habitat
Plantes nitrophiles, elles aiment les sols riches en azote et supportent mal la tonte.

## Liste d'espèces
- Sonchus acaulis Dum.Cours.
- Sonchus adscendens Bojer
- Sonchus afromontanus R.E.Fr.
- Sonchus agrestis Sw.
- Sonchus amboinensis Hort. ex Steud.
- Sonchus andrenarum Cockerell
- Sonchus angulatus Sessé & Moc.
- Sonchus aquatilis Pourr.
- Sonchus araraticus Nazarova & Barsegyan
- Sonchus arboreus DC.
- Sonchus arvensis L.
- Sonchus asper (L.) Hill
- Sonchus bipontini Asch.
- Sonchus bornmuelleri Pit.
- Sonchus bourgeaui Sch.Bip.
- Sonchus brachylobus Webb & Berthel.
- Sonchus brachyotus DC.
- Sonchus brasiliensis Meyen & Walp.
- Sonchus briquetianus Gand.
- Sonchus bulbosus (L.) N.Kilian & Greuter
- Sonchus bupleuroides (Font Quer) N.Kilian & Greuter
- Sonchus camporum (R.E.Fr.) Boulos ex C.Jeffrey
- Sonchus canariensis (Sch.Bip.) Boulos
- Sonchus capensis Schltdl.
- Sonchus capillaris Svent.
- Sonchus cavanillesianus Font Quer & Svent.
- Sonchus cavanillesii Caball.
- Sonchus congestus Willd.
- Sonchus crassifolius Willd.
- Sonchus crepioides (Poir.) Sm.
- Sonchus crispus Poir.
- Sonchus daltonii Webb
- Sonchus denticulato-lanceolata Kitam.
- Sonchus denticulato-platyphylla (Makino) Kitam.
- Sonchus diffusus Tidestr.
- Sonchus dregeanus DC.
- Sonchus dulosus Fisch. & Mey. ex Sweet
- Sonchus elongatus Schltdl.
- Sonchus eriopus Royle
- Sonchus erythraeae Schweinf. ex Penz.
- Sonchus erythropappus Meyen & Walp. ex Meyen & Walp.
- Sonchus erzincanicus V.A.Matthews
- Sonchus esperanzae N.Kilian & Greuter
- Sonchus fauces-orci Knoche
- Sonchus fragilis Ball
- Sonchus friesii Boulos
- Sonchus fruticosus L.f.
- Sonchus gandogeri Pit.
- Sonchus gibbosus Savi
- Sonchus gigas Boulos ex Humbert
- Sonchus gomerensis Boulos
- Sonchus gramineus Bojer
- Sonchus grandifolius Kirk
- Sonchus gummifer Link
- Sonchus heterophyllus (Boulos) U.Reifenb. & A.Reifenb.
- Sonchus hierrensis (Pit.) Boulos
- Sonchus hothae C.B.Clarke
- Sonchus hydrophilus Boulos
- Sonchus hypochaeroides Schltdl.
- Sonchus integrifolius Harv.
- Sonchus intermedius Krock.
- Sonchus jacottetianus Thell.
- Sonchus jainii Chandrab., V.Chandras. & N.C.Nair
- Sonchus kirkii Hamlin
- Sonchus laciniatus T.Moore
- Sonchus laevis Sloane
- Sonchus leptocephalus Cass.
- Sonchus lidii Boulos
- Sonchus lingianus C.Shih
- Sonchus luxurians (R.E.Fr.) C.Jeffrey
- Sonchus macrocarpus Boulos & C.Jeffrey
- Sonchus maculigerus H.Lindb.
- Sonchus malayanus Miq.
- Sonchus maritimus L.
- Sonchus masguindalii Pau & Font Quer
- Sonchus mauritanicus Boiss. & Reut.
- Sonchus megalocarpa (Hook.f.) J.M.Black
- Sonchus melanolepis Fresen.
- Sonchus microcarpus (Boulos) U.Reifenb. & A.Reifenb.
- Sonchus microcephalus Mejías
- Sonchus monanthus Koidz.
- Sonchus neglectus Pit.
- Sonchus nigricans Tausch
- Sonchus novae-zelandiae (Hook.f.) Hook.f.
- Sonchus novocastellanus Cirujano
- Sonchus obtusilobus R.E.Fr.
- Sonchus occidentalis Spreng.
- Sonchus oleraceus (L.) L.
- Sonchus ortunoi Svent.
- Sonchus oxyspermus Wallr.
- Sonchus palmensis Boulos
- Sonchus palustris L.
- Sonchus pendulus Sennikov
- Sonchus pensylvanicus Molin. ex Colla
- Sonchus perfoliatus (Gueldenst.) Gueldenst. ex Ledeb.
- Sonchus pinnatifidus Cav.
- Sonchus pinnatus Aiton
- Sonchus pitardii Boulos
- Sonchus platylepis Webb
- Sonchus pustulatus Willk.
- Sonchus radicatus Aiton
- Sonchus regis-jubae Pit.
- Sonchus rotundilobus Kovalevsk.
- Sonchus saudensis Boulos
- Sonchus schweinfurthii Oliv. & Hiern
- Sonchus setosus Ehrenb. ex Sweet
- Sonchus sosnowskyi Schchian
- Sonchus stenophyllus R.E.Fr.
- Sonchus subacaulis Dum.Cours. ex Steud.
- Sonchus suberosus Zohary & P.H.Davis
- Sonchus sventenii U.Reifenb. & A.Reifenb.
- Sonchus tectifolius Svent.
- Sonchus tenax Fisch. ex Sweet
- Sonchus tenerrimus L. non Schur
- Sonchus tigridus Rupr.
- Sonchus toletanus Sennen
- Sonchus transcaspicus Nevski
- Sonchus tuberifer Svent.
- Sonchus ustulatus Lowe
- Sonchus vaginatus hort.erf. ex Steud.
- Sonchus webbii Sch.Bip.
- Sonchus wightianus DC.
- Sonchus wildpretii U.Reifenb. & A.Reifenb.
- Sonchus wilmsii R.E.Fr.
- Sonchus yendoi Kitam.

Hybrides
- Sonchus × haussknechtii Brügger
- Sonchus × jacquiniocephalus Svent.
- Sonchus × maynari Svent.
- Sonchus × piquetii Druce
- Sonchus × prudhommei Bouchard
- Sonchus × rokosensis Sutorý[2]

## Utilisations
Les laiterons étaient souvent consommés jeunes (rosettes) en salade en région méditerranéenne, en particulier le laiteron maraîcher (Sonchus oleraceus) qui, comme son nom l'indique, était cultivé.